# Наранхіла
{{#ifeq:0|0|{{#if:|{{#if:Solanumquitoense|[[]}}|}}}}
Наранхіла (Solanum quitoense) — плодово-декоративний багаторічний трав'янистий чагарник, який належить до родини пасльонові (Solanaceae).

## Назва
Також наранхілу називають торонха, луло, увілла, кіа-тон-то. Зростає в країнах Латинської Америки: Перу, Еквадорі, Колумбії і в Центральній Америці.

## Практичне використання
Належить до групи напівкислих фруктів. Має форму помідора жовтого кольору з шорсткою поверхнею. Усередині плід заповнений великою кількістю насіння кремово-білого кольору. Вживається в сирому вигляді.
Свіжовижатий сік з цих плодів використовують в Еквадорі та Колумбії для приготування сорбету (sorbete).

## Галерея

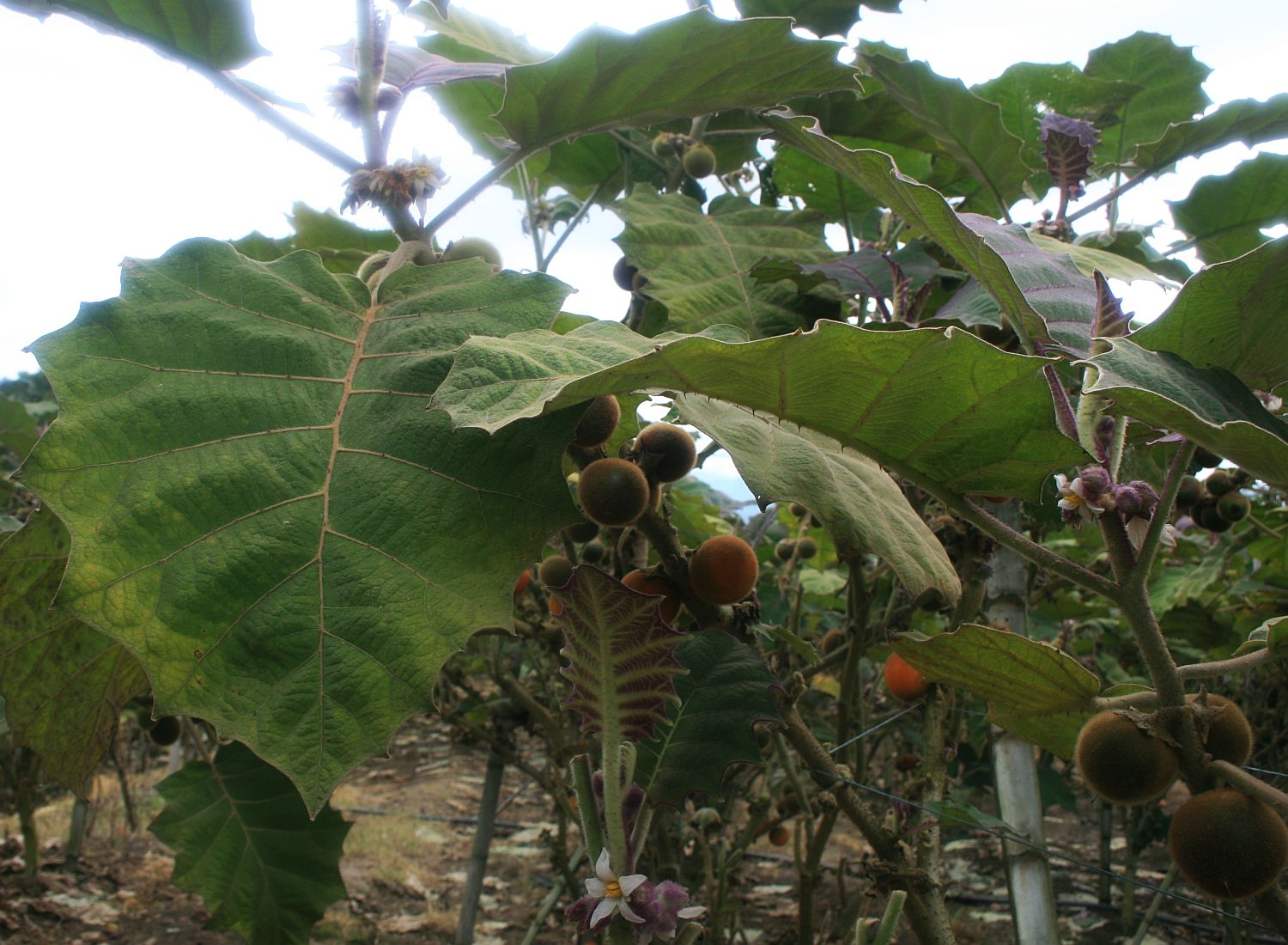
Рослини на грядці
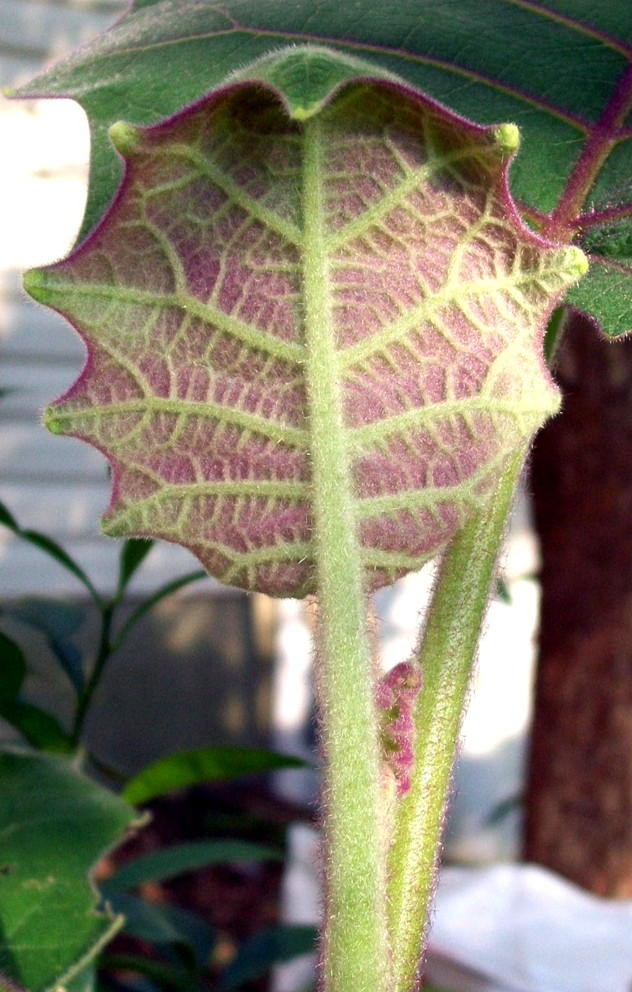
Новий листок
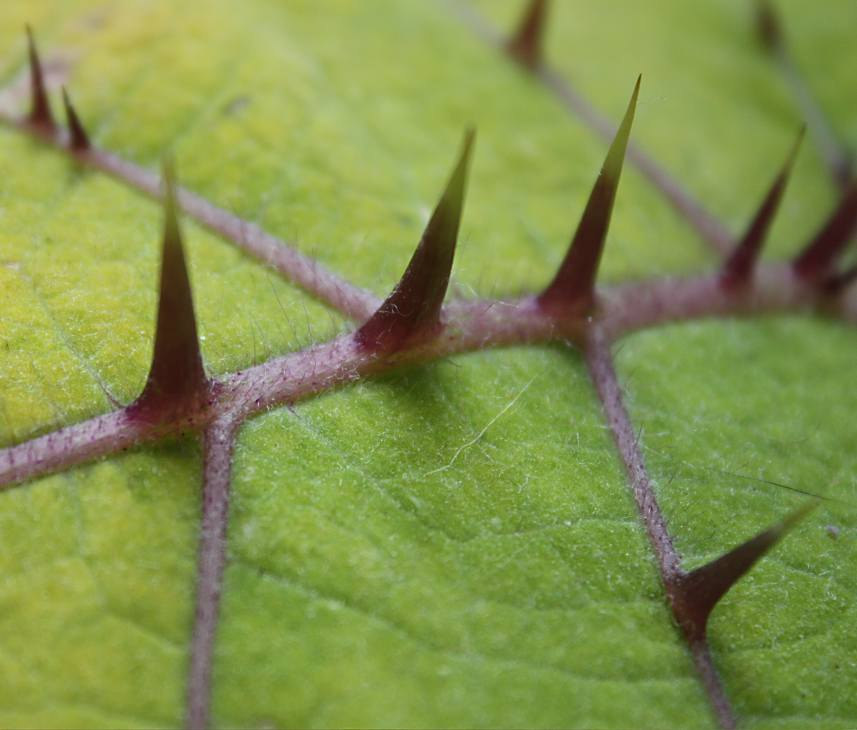
Шипи на старому листку
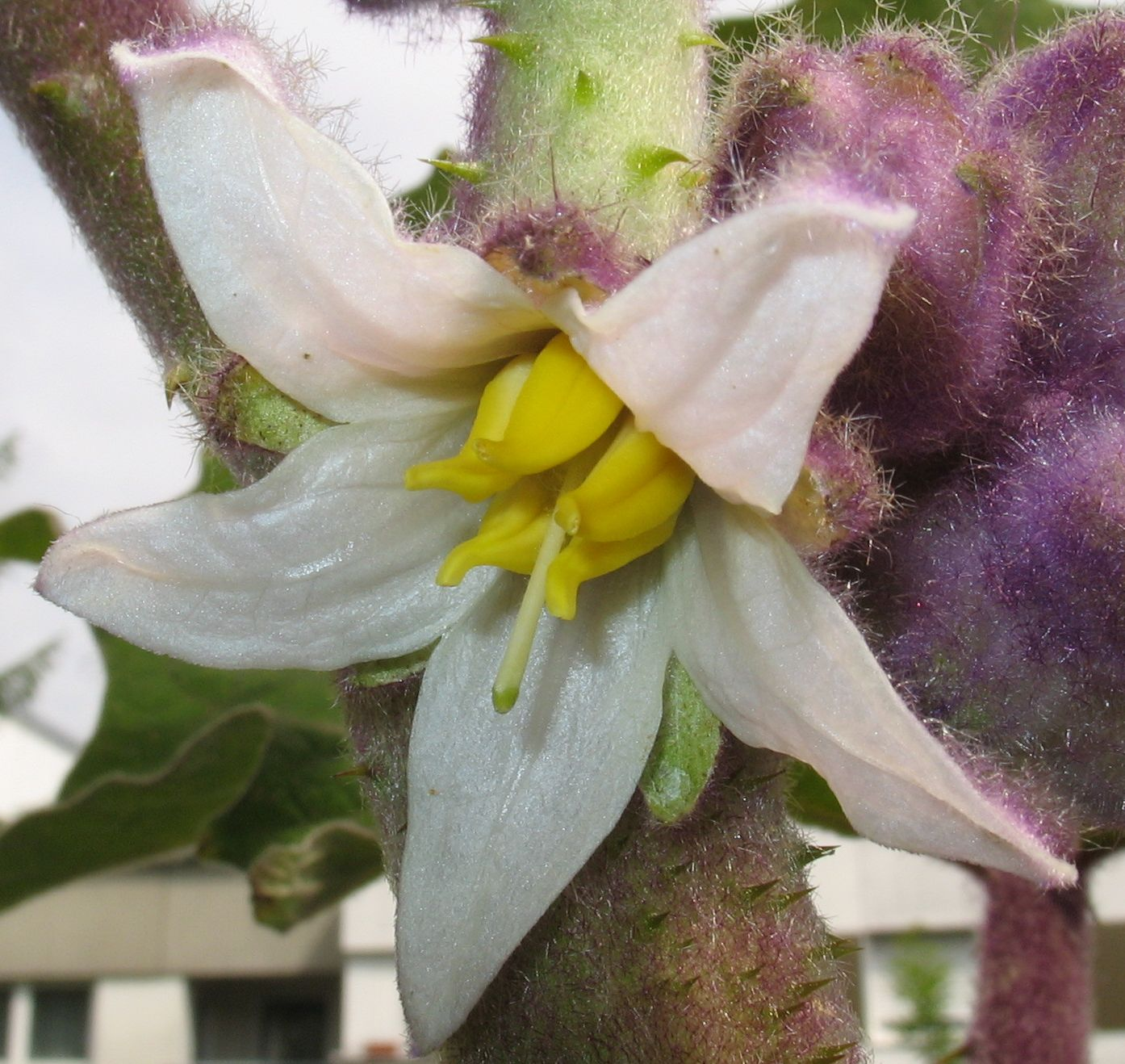
Квітка